# Cities: Skylines
Cities: Skylines é um jogo de construção de cidade singleplayer produzido pela Colossal Order e publicado pela Paradox Interactive, lançado em 10 de março de 2015 para PC (Microsoft Windows, macOS, Linux), com versões para console lançadas em 2017 (Xbox One e PlayStation 4) e em 2018 (Nintendo Switch), e com uma versão remasterizada lançada em 15 de fevereiro de 2023 para Xbox Series X/S e PlayStation 5. Uma versão para Google Stadia também foi lançada, em 2022. Os jogadores se engajam no planejamento urbano, controlando o zoneamento, a construção de estradas, a tributação, os serviços públicos e o transporte público da cidade. Os jogadores gerenciam ainda seu orçamento, população, saúde, felicidade, emprego, poluição (da terra, água e ruído), fluxo de tráfego e outros fatores. Há também em um modo sandbox com dois mods que vêm pré-instalados no jogo e que desbloqueiam a construção de certos prédios e fornecem dinheiro ilimitado ao jogador.

## Principais características
De acordo o jogo:
- Construção de estradas e zoneamento
- Desbloquear edifícios e serviços
- Tributação: Ajustar o orçamento e os serviços da cidade e estabelecer taxas de impostos para diferentes níveis residenciais, comerciais e industriais e controlar que tipo de áreas são mais propensas a desovar nas áreas zonadas
- Transportes públicos: Construir redes de transporte em toda a cidade com ônibus e metrôs
- Conexões externas: tornar a indústria e os distritos comerciais florescer com novos clientes nas cidades vizinhas
- Bairros da cidade: Personalize os distritos da cidade com nomes de sua escolha para variedade e personalidade.
- Políticas da cidade: Definir políticas para orientar a forma como a cidade e os distritos se desenvolvem ao longo do seu playthrough.
- Maravilhas: o conteúdo final do jogo final que os jogadores se esforçam
- Mapas enormes: Desbloqueie novas telhas de mapa com possibilidades únicas de expandir a cidade
- Simulação de fluxo de água: Adicionar novos desafios aos serviços de água.
- Estilo visual polido e jogabilidade central
- Ferramentas de Modding: Construído em recurso projetado para incentivar perseguições criativas.

## Jogabilidade
Os jogadores começam com uma área de 2 por 2 quilômetros (2 milhas por 1,9 mi) - juntamente com um trevo com uma autoestrada próxima, bem como uma quantidade inicial de dinheiro. O jogador passa a adicionar estradas e zonas residenciais, industriais e comerciais e serviços básicos como energia elétrica, água e esgoto, para incentivar os moradores a mudarem-se à cidade gerar empregos. À medida em que a cidade cresce além de alguns níveis de população, o jogador desbloqueia novas melhorias, incluindo escolas, postos de bombeiros, delegacias, instalações de saúde e sistemas de gestão de resíduos, impostos e edifícios governamentais, diferentes vias de trânsito e outros recursos para gerenciar a cidade. Uma dessas características permite ao jogador designar partes de sua cidade como distritos. Cada distrito pode ser configurado pelo jogador para restringir os tipos de desenvolvimentos ou impor regulamentações específicas dentro dos limites do distrito, tal como permitir apenas setores industriais agrícolas, oferecer transporte público gratuito para moradores do distrito para reduzir o tráfego ou aumento dos níveis de impostos para áreas comerciais de alta densidade.
Edifícios na cidade têm vários níveis de desenvolvimento que são responsáveis por melhorar a área local, proporcionando mais benefícios para a cidade. Por exemplo, uma loja comercial aumentará de nível à medida em que residentes próximos ficam mais educados, o que por sua vez permite que mais funcionários sejam contratados e aumenta a receita fiscal da cidade. Quando o jogador acumulou bastante residentes e dinheiro, ele pode comprar parcelas vizinhas de terra, permitindo-lhes construir 8 parcelas adicionais de 25 dentro de uma área de 10 por 10 quilômetros (6,2 mi × 6,2 mi). A limitação de parcelas é permitir que o jogo seja executado na maior variedade de computadores pessoais, mas os jogadores podem usar as modificações do Workshop da Steam para abrir não só toda a área de construção padrão de 25 blocos, mas todo o mapa (81 blocos, 324 km²). O jogo é renderizado usando efeitos de deslocamento de inclinação para dar uma impressão de escopo para a simulação.
O jogo também caracteriza um sistema de transporte robusto baseado em cidades anteriores do jogo Cities In Motion, da Colossal Order, permitindo que o jogador planeje um transporte público eficaz para a cidade para reduzir o tráfego. As estradas podem ser construídas em linha reta ou de forma livre e a grade usada para zoneamento adapta-se à forma da estrada; As cidades não precisam seguir um plano de grade. As estradas de diferentes larguras (até as principais autoestradas) acomodam volumes de tráfego diferentes e os diferentes tipos de estradas (por exemplo estradas alinhadas com árvores) oferecem redução da poluição sonora ou aumento dos valores de propriedade na área circundante a um custo acrescido para o jogador.
Modding, através da adição de conteúdo gerado pelo usuário, como edifícios ou veículos, é suportado em Skylines através do Steam Workshop. A criação de uma comunidade geradora de conteúdo ativa foi declarada como um objetivo de projeto explícito. O jogo inclui vários terrenos pré prontos para construir, e também inclui um editor de mapas para permitir aos usuários criar seus próprios mapas, incluindo o uso de recursos geográficos do mundo real. Mods também estão disponíveis para afetar a jogabilidade; Os mods inclusos contam com a habilidade de contornar o acima mencionado sistema de marcos da camada da população, fundos ilimitados, e uma definição mais difícil da dificuldade.

## Desenvolvimento
A desenvolvedora finlandesa Colossal Order, um estúdio de treze pessoas, queria criar um jogo com um alcance mais amplo do que os seus jogos Cities in Motion, focados no transporte, há algum tempo, mas não conseguiu inicialmente obter financiamento da editora Paradox Interactive. Enquanto Colossal Order tinha a ideia e capacidade técnica para construir Cities: Skylines desde 2009, não desenvolveu ativamente o título, como Paradox temia que o mercado de simulações de cidade foi dominado pela franquia SimCity. A versão de 2013 do SimCity foi criticada devido a várias questões, e seu fracasso levou Paradox a luz verde o desenvolvimento de Cities: Skylines.
Um objetivo do jogo era simular com sucesso uma cidade com até 1 milhão residentes. Para ajudar a alcançar esse objetivo, os criadores decidiram simular cidadãos que navegam nas estradas e nos sistemas de trânsito da cidade, para fazer com que os efeitos do design de estradas e do congestionamento de trânsito sejam um fator no design da cidade. Eles desenvolveram um sistema complexo que determinaria a rota mais rápida disponível para uma pessoa simulada indo para e do trabalho ou outros pontos de interesse, levando em conta estradas disponíveis e sistemas de transporte público nas proximidades. Esta pessoa simulada não desviaria do seu caminho pré determinado, a menos que a rota fosse alterada a meio do trânsito, caso em que a pessoa seria teletransportada de volta ao seu ponto de origem em vez de calcular um novo caminho a partir de sua localização atual. Isso foi feito para evitar problemas de tráfego em cascata se o jogador ajustou o sistema rodoviário em tempo real. O sistema de transporte desenhado pelo usuário da cidade cria um grafo usado para determinar esses caminhos mais rápidos e identifica intersecções para esses nós. O sistema simula o movimento desses indivíduos nas estradas e sistemas de trânsito, representando outro tráfego na estrada e física básica (como a velocidade ao longo das encostas e a necessidade de retardar os veículos em curvas apertadas), a fim de modelar com precisão Engarrafamentos de trânsito criados pelo layout e geografia do sistema.

## Lançamento
Cities: Skylines foi anunciado pela editora Paradox Interactive em 14 de agosto de 2014 na Gamescom enquanto no estágio alfa de desenvolvimento. O trailer do anúncio enfatizou que os jogadores poderiam "construir [sua] cidade de sonho", "mod e compartilhar on-line" e "jogar offline" - o terceiro recurso foi interpretado pelos jornalistas como um jab no SimCity, Durante o jogo. Skylines usa um mecanismo Unity adaptado com suporte oficial para modificação. No início de setembro de 2014, foi estimada uma liberação entre o primeiro e o segundo trimestre de 2015; a Colossal Order continuou o desenvolvimento em Skylines após seu lançamento inicial. Em 10 de fevereiro de 2015, um trailer anunciou a data de lançamento como 10 de março exclusivamente para PC.
O jogo foi construído a partir do zero para ser amigável para modificações criadas pelo jogador, interagindo com o Steam Workshop. A Colossal Order descobriu que com Cities in Motion, os jogadores tinham rapidamente começado a modificar o jogo e expandi-lo. Eles queriam incentivar esse comportamento em Cities: Skylines, pois reconheciam que a habilidade de modding era importante para os jogadores e não desvalorizava o jogo. Dentro de um mês do lançamento do jogo, mais de 20.000 ativos foram criados no Workshop, incluindo modificações que permitiram um modo de primeira pessoa e um simulador de vôo.
Em 2017 o jogo recebeu um port para consoles — primeiro para o Xbox One em 21 de abril de 2017, e para PlayStation 4 alguns meses depois do lançamento do port de Xbox One, no dia 15 de agosto de 2017. Também foram lançadas versões para o Nintendo Switch (em 13 de setembro de 2018), Google Stadia (em 17 de maio de 2022), e uma versão remasterizada para a nova geração de consoles (Xbox Series X/S e PlayStation 5) em 15 de fevereiro de 2023. 

## Pacotes de expansão
Uma expansão para o jogo, intitulada After Dark, foi anunciada na Gamescom 2015, que adiciona um ciclo de dia e noite para o jogo, bem como novos edifícios exclusivos, incluindo um casino e um hotel de luxo e configurações para especializações de turismo e lazer. Foi lançado em 24 de setembro de 2015 para o PC, Mac e Linux versões do jogo. Uma segunda expansão, Snowfall, acrescenta neve e outros elementos com temas de inverno, bem como bondes e foi lançado em 18 de fevereiro de 2016. Junto com essa versão tem uma atualização para o jogo que inclui um editor de tema, permitindo aos jogadores alterar todos os gráficos do jogo para criar mundos visualmente diferentes, como uma paisagem alienígena, e que podem ser compartilhados através do Steam Workshop. No início de março, um DLC livre intitulado Match Day foi lançado, que adicionou um estádio de futebol. Uma terceira expansão, Desastres Naturais, foi anunciada no Gamescom 2016, e irá adicionar desastres e outras calamidades ao jogo, bem como oferecer um editor de cenários e uma estação de rádio no jogo. Foi lançado em 29 de novembro de 2016.
Paradox também anunciou uma série de conteúdo para download com novos estilos de construção e outros recursos que foram criados por membros da comunidade de modding do jogo, a partir de 2016. Por exemplo, o primeiro será um novo conjunto de edifícios inspirados no art deco criado por Matt Cruz. Cruz receberá uma parte das vendas do conteúdo do Paradox.
Nos anos seguintes de 2016, foram lançadas as DLC´s: 
- Mass Transit, que trás melhorias ao transporte público, como Monotrilho;
- Green Cities, que trás novos recursos ecológicos, como tratamento de esgoto;
- ParkLife, que trás diversos novos parques;
- Industries; que trás um novo modelo de indústrias, como petrolíferas, Correios, Pedágios e novos portos.
- Sunset Harbor; uma "continuação da Mass Transit",que colocou mais transportes, como metrô de superfície e trólebus. Também adicionou Ônibus rodoviários e um novo aeroporto.

## Recepção

### Pré-lançamento
Quando o jogo foi anunciado pela primeira vez, os jornalistas perceberam como um concorrente para o mal recebido, reboot de SimCity (2013), descrevendo-o como "um pouco... o antídoto para Maxis 'esforço mais recente com SimCity" e "saiu para satisfazer onde SimCity não poderia". "Um artigo da Eurogamer tocou em "algo de uma incompatibilidade de tamanho" entre desenvolvedor Colossal Order (então composta por nove pessoas) e Maxis, e suas respectivas ambições com Skylines e SimCity.

### Recepção crítica
Cities: Skylines recebeu críticas positivas. A IGN concedeu ao jogo uma pontuação de 8,5 e disse: "Não espere cenários excitantes ou eventos aleatórios, mas espere ficar impressionado com a escala e muitas partes móveis deste construtor da cidade". Destructoid deu-lhe um 9 de 10 com o revisor afirmando, "Cities: Skylines não só retorna aos ideais que fizeram o gênero de construção da cidade tão popular, que expande-los. Eu gostava de cada minuto que eu joguei este título, e o planejamento, construção e nutrição de A minha cidade trouxe imaginação e criatividade de mim como poucos títulos já têm." O Escapista deu Cities: Skylines uma pontuação perfeita, observando seu ponto de baixo preço e afirmou que, apesar de algumas pequenas falhas, é "o melhor construtor da cidade Em mais de uma década."
Muita comparação crítica foi feita entre SimCity e Cities: Skylines, com a primeira vista como a referência do gênero por muitos, incluindo o CEO da Colossal Order. Geralmente os críticos consideraram Cities: Skylines para ter substituído SimCity como o jogo principal do gênero, com o Escapist comparando os dois em uma variedade de fatores e encontrando Cities: Skylines para ser o melhor Jogo em cada um considerado. No entanto, alguns críticos consideraram a ausência de desastres e eventos aleatórios como algo que o jogo carecia em comparação com SimCity, bem como um tutorial útil e substancial.

### Recepção comercial
Em 24 horas, 250.000 cópias foram vendidas; em uma semana, 500.000 cópias; em um mês, 1 milhão de cópias; e em seu primeiro ano de aniversário, tinha chegado a 2 milhões de cópias vendidas. Em seu segundo aniversário, o jogo alcançou 3,5 milhões de vendas.
No quarto aniversário do jogo em março de 2019, a Colossal Order anunciou que Cities: Skylines havia ultrapassado 6 milhões de unidades vendidas em todas as plataformas.
A cidade de Estocolmo, na Suécia, onde a sede da Paradox está localizada, utilizou Cities: Skylines para planejar e simular um novo sistema de transporte, conforme descrito no documentário My Urban Playground. O desenvolvedor do Bus Simulator 18 planejou as estradas e rodovias do mapa mundial do jogo através de Cities: Skylines antes de recriá-lo em seu jogo para fornecer uma cidade aparentemente realista e suas instalações para o jogo.